# Шеремет Віктор Леонідович
Віктор Леонідович Шеремет (? — ?) — український радянський діяч, новатор виробництва, бригадир монтажників заводу залізобетонних конструкцій тресту «Дніпровськпромбуд» Дніпропетровської області. Депутат Верховної Ради УРСР 5-го скликання.

## Біографія
З 1950-х років — бригадир монтажників заводу залізобетонних конструкцій тресту «Дніпровськпромбуд» Дніпропетровської області.

## Нагороди
- ордени
- медалі